# Họ Cua núi
Potamidae là một họ cua nước ngọt. Họ này chứa trên 650 loài trong gần 100 chi trong 2 phân họ — là Potaminae sinh sống trong khu vực ven Địa Trung Hải, trên đảo Socotra và về phía đông tới miền bắc Ấn Độ, và Potamiscinae sinh sống tại khu vực Đông Á.

## Phân loại
Phân họ Potaminae Ortmann, 1896
- Acanthopotamon Kemp, 1918
- Alcomon Yeo & Ng, 2007
- Himalayapotamon Pretzmann, 1966
- Lobothelphusa Bouvier, 1917
- Paratelphusula Alcock, 1909
- Potamon Savigny, 1816
- Socotra Cumberlidge & Wranik, 2002
- Socotrapotamon Apel & Brandis, 2000

Phân họ Potamiscinae Bott, 1970
- Acartiapotamon Dai, 1999
- Allopotamon Ng, 1988
- Amamiku Naruse, Segawa & Shokita, 2004
- Aparapotamon Dai & G. X. Chen, 1985
- Apotamonautes Dai & Xing, 1993
- Artopotamon Dai & G. X. Chen, 1985
- Aspermon Yeo & Ng, 2007
- Badistemon Yeo & Ng, 2007
- Balssipotamon Dang & Ho, 2008
- Beccumon Yeo & Ng, 2007
- Bottapotamon Türkay & Dai, 1997
- Candidiopotamon Bott, 1967
- Carpomon S. H. Tan & Ng, 1998
- Cerberusa Holthuis, 1979
- Chinapotamon Dai & Naiyanetr, 1994
- Cryptopotamon Ng & Dudgeon, 1992
- Daipotamon Ng & Trontelj, 1996
- Dalatomon Dang & Ho, 2007
- Demanietta Bott, 1966
- Doimon Yeo & Ng, 2007
- Donopotamon Dang & Ho, 2005
- Dromothelphusa Naiyanetr, 1992
- Eosamon Yeo & Ng, 2007
- Erebusa Yeo & Ng, 1999
- Esanpotamon Naiyanetr & Ng, 1997
- Flabellamon Ng, 1996
- Geothelphusa Stimpson, 1858
- Hainanpotamon Dai, 1995
- Heterochelamon Türkay & Dai, 1997
- Huananpotamon Dai & Ng, 1994
- Ibanum Ng, 1995
- Indochinamon Yeo & Ng, 2007
- Inlethelphusa Yeo & Ng, 2007
- Insulamon Ng & Takeda, 1992
- Iomon Yeo & Ng, 2007
- Isolapotamon Bott, 1968
- Johora Bott, 1966
- Kanpotamon Ng & Naiyanetr, 1993
- Kukrimon Yeo & Ng, 2007
- Lacunipotamon Dai et al., 1975
- Laevimon Yeo & Ng, 2005
- Larnaudia Bott, 1966
- Latopotamon Dai & Türkay, 1997
- Lophopotamon Dai, 1999
- Malayopotamon Bott, 1968
- Mediapotamon Türkay & Dai, 1997
- Megacephalomon Yeo & Ng, 2007
- Mindoron Ng & Takeda, 1992
- Minpotamon Dai & Türkay, 1997
- Nanhaipotamon Bott, 1968
- Neilupotamon Dai & Türkay, 1997
- Nemoron Ng, 1996
- Neolarnaudia Türkay & Naiyanetr, 1986
- Neotiwaripotamon Dai & Naiyanetr, 1994
- Ovitamon Ng & Takeda, 1992
- Parapotamonoides Dai, 1990
- Parapotamon De Man, 1907
- Pararanguna Dai & G. X. Chen, 1985
- Parvuspotamon Dai & Bo, 1994
- Phaibulamon Ng, 1992
- Pilosamon Ng, 1996
- Planumon Yeo & Ng, 2007
- Potamiscus Alcock, 1909
- Pudaengon Ng & Naiyanetr, 1995
- Pupamon Yeo & Ng, 2007
- Qianpotamon Dai, 1995
- Quadramon Yeo & Ng, 2007
- Rathbunamon Ng, 1996
- Ryukyum Ng & Shokita, 1995
- Setosamon Yeo & Ng, 2007
- Shanphusa Yeo & Ng, 2007
- Sinolapotamon Tai & Sung, 1975
- Sinopotamon Bott, 1967
- Stelomon Yeo & Naiyanetr, 2000
- Stoliczia Bott, 1966
- Takpotamon Brandis, 2002
- Tenuilapotamon Dai et al., 1984
- Tenuipotamon Dai, 1990
- Teretamon Yeo & Ng, 2007
- Terrapotamon Ng, 1986
- Thaiphusa Ng & Naiyanetr, 1993
- Thaipotamon Ng & Naiyanetr, 1993
- Tiwaripotamon Bott, 1970
- Tomaculamon Yeo & Ng, 1997
- Trichopotamon Dai & G. X. Chen, 1985
- Vadosapotamon Dai & Türkay, 1997
- Vietopotamon Dang & Ho, 2002
- Villopotamon Dang & Ho, 2003
- Yarepotamon Dai & Türkay, 1997